# Jesuspusslet
Jesuspusslet eller The Jesus Puzzle är en bok av Earl Doherty som behandlar Jesusmytens olika delar. Boken finns ännu inte översatt till svenska. Doherty har en webbsida med samma namn.